# ブラジル海軍
ブラジル海軍（葡：Marinha do Brasil）は、ブラジルにおける海軍。ブラジル軍三軍（ブラジル陸軍、ブラジル海軍、ブラジル空軍）を構成しているものの一つである。

## 概要
2019年時点で現役兵69,000人が所属。
国家防衛、通商路の保護、沿岸及び大河川などの警備を主任務としている。フリゲート/コルベットなど14隻を主力とし、潜水艦5隻も保有する。1個師団の海兵隊も傘下にあり、ブラジル海兵隊(Corpo de Fuzileiros Navais)を編制している。
ブラジル海軍はフランスの技術援助を受けて、2020年を目処に原子力潜水艦の配備を計画している。

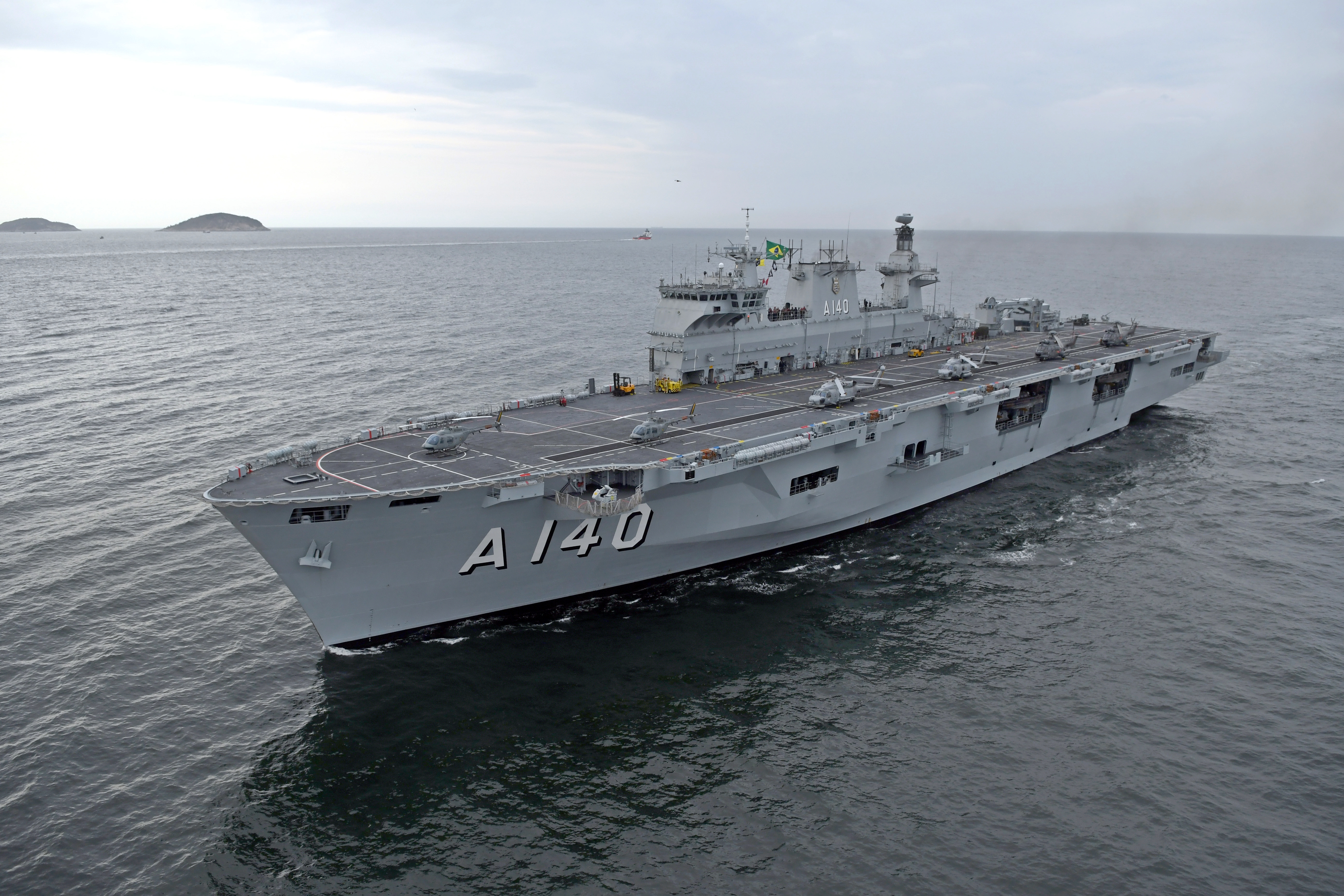
PHM Atlântico

2025年3月、ブラジル海兵隊の砲兵大隊に国産の地対艦ミサイルが装備され、初めてミサイルによる沿岸防衛能力を獲得したと発表された。

## 組織
- 潜水艦部隊
- マトグロッソ艇隊
- アマゾン艇隊
- 北部海軍群
- 北東部海軍群
- 南東部海軍群

### 海軍管区
- 第1海軍管区
- 第2海軍管区
- 第3海軍管区
- 第4海軍管区
- 第5海軍管区
- 第6海軍管区
- 第7海軍管区
- 第8海軍管区
- 第9海軍管区

### 海軍航空隊
人員は1,300人からなる。
- 1個艦載航空隊
- 1個対潜哨戒航空隊
- 1個多目的航空隊
- 1個攻撃航空隊
- 1個訓練航空隊

### 海兵隊
人員は14,600人からなり、1個師団編制（2個旅団基幹）をとっている
- 1個海兵隊
  - 司令部大隊
  - 3個歩兵大隊
  - 砲兵群
- 特殊部隊（1個大隊）
- 1個工兵大隊
- 8個地方区

## 階級
| 士官           |                         |       |
| 海軍元帥       | Almirante               | OF-10 |
| 海軍大将       | Almirante-de-esquadra   | OF-9  |
| 海軍中将       | Vice-almirante          | OF-8  |
| 海軍少将       | Contra-almirante        | OF-7  |
| 海軍大佐       | Capitão-de-mar-e-guerra | OF-5  |
| 海軍中佐       | Capitão-de-fragata      | OF-4  |
| 海軍少佐       | Capitão-de-corveta      | OF-3  |
| 海軍大尉       | Capitão-tenente         | OF-2  |
| 海軍中尉       | Primeiro-tenente        | OF-1A |
| 海軍少尉       | Segundo-tenente         | OF-1B |
| 海軍士官候補生 | Guarda-marinha          | OF-D  |
| 下士官         |                         |       |
| 兵曹長         | Suboficial              | OR-9  |
| 1等兵曹        | Primeiro-Sargento       | OR-7  |
| 2等兵曹        | Segundo-Sargento        | OR-6  |
| 3等兵曹        | Terceiro-Sargento       | OR-5  |
| 兵卒           |                         |       |
| 上等水兵       | Cabo                    | OR-3  |
| 1等水兵        | Marinheiro              | OR-2  |
| 2等水兵        | Grumete                 | OR-1  |

## 主要基地・施設
- リオデジャネイロ海軍工廠（Arsenal de Marinha do Rio de Janeiro）
- アラトゥ海軍基地（Base Naval de Aratu）
- ラダリオ河川基地（Base Fluvial de Ladário）
- ヴァル・デ・カエス海軍基地（Base Naval de Val-de-Cães）
- ナタール海軍基地（Base Naval de Natal）
- マデイラ潜水艦基地（Base de Submarinos da Ilha da Madeira） - 2020年7月17日開設[3][4]
- アルミランテ・カストロ・エ・シルバ基地（Base Almirante Castro e Silva）
- リオネグロ海軍支基地（Estação Naval do Rio Negro）
- サンペドロ・ダ・アルデイア海軍航空基地（Base Aérea Naval de São Pedro da Aldeia）

## 装備

### 艦艇
特記なき場合は2011年6月現在。『Jane's Fighting Ships 2011-2012』より。
過去に就役した艦艇については「ブラジル海軍艦艇一覧」を参照。
通常動力型潜水艦
- 改スコルペヌ型×2隻（2隻建造中）

リアシュエロ（S40 Riachuelo） - 2022年
ウマイタ（S41 Humaitá） - 2024年
- ティクナ（S34 Tikuna） - 2005年
- トゥピ級（209/1400型）×4隻

トゥピ（S30 Tupi） - 1989年
タモイオ（S31 Tamoio） - 1995年
ティンビラ（S32 Timbira） - 1996年
タパジョー（S33 Tapajó） - 1999年
航空母艦
- 旧・英ヘリコプター揚陸艦オーシャン

アトランティコ（NAM Atlântico） - 2018年再就役
フリゲート
- 旧・英22型×4隻

グリーニャウイ（F46 Greenhalgh） - 1995年再就役
ボジージオ（F48 Bosisio） - 1996年再就役
ハデマーケル（F49 Rademaker） - 1997年再就役
ドッジツバールト(F47　Dodsworth) ｰ1998年再就役
- ニテロイ級×6

ニテロイ（F40 Niterói） - 1976年
デフェンソーラ（F41 Defensora） - 1977年
コンスティトゥイサン（F42 Constituição） - 1978年
リベラウ（F43 Liberal） - 1978年
インデペンデンシア（F44 Independência） - 1979年
ウニアン（F45 União） - 1980年
コルベット
- バローゾ級×1隻（3隻計画中）

バローゾ（V34 Barroso） - 2009年
- イニャウマ級×4隻

イニャウマ（V30 Inhaúma） - 1989年
ジャセグァイ（V31 Jaceguai） - 1991年
ジュリオ・デ・ノロニャ（V32 Júlio de Noronha） - 1992年
フロンティン（V33 Frontin） - 1994年
哨戒艦
- アマゾナス級哨戒艦×3隻[7]

アマゾナス（P120 Amazonas）、アパ（P121 Apa）、アラグアリ（P122 Araguari）
哨戒艇
- マーリン級哨戒艇×6隻（4隻計画中）

マーリン（SE-01 Marlin）、バラクーダ（NE-01 Barracuda）、ドラード（L-01 Dourado）、アルバコラ（SE-02 Albacora）、アネキム（NE-02 Anequim）、パルゴ（N-01 Pargo）
- グラジャウ級哨戒艇×12隻

グラジャウ（P40 Grajaú） - 1993年
グアイバ（P41 Guaíba） - 1994年
グラウナ（P42 Graúna） - 1994年
ゴイアナ（P43 Goiana） - 1997年
グアジャラ（P44 Guajará） - 1995年
グアポレ（P45 Guaporé） - 1995年
グルパ（P46 Gurupá） - 1995年
グルピ（P47 Gurupi） - 1996年
グアナバラ（P48 Guanabara） - 1999年
グアルジャ（P49 Guarujá） - 1999年
グアラトゥーバ（P50 Guaratuba） - 1999年
グラヴァタイ（P51 Gravataí） - 2000年
- Imperial Marinheiro級×2隻

（V15 Imperial Marinheiro） - 1955年
（V19 Caboclo） - 1955年
- ペドロ・テイシェイラ級 ×2隻[7]

ペドロ・テイシェイラ（P20 Pedro Teixeira） - 1973年
ラポーゾ・タヴァレス（P21 Raposo Tavares） - 1973年
- Macaé級×2隻（4隻建造中、21隻計画中）

（P70 Macaé） - 2009年
（P71 Macau） - 2010年
（P72 Marcaná） - 2012年就役予定
（P73 Maragogipe） - 2013年就役予定
（P74 Matinhos） - 2013年就役予定
（P75 Mangaratiba） - 2014年就役予定
- Bracui級×4隻

（P60 Bracui） - 1985年
（P61 Benevente） - 1985年
（P62 Bocaina） - 1986年
（P63 Babitonga） - 1986年
- ピラチニ級×6隻

ピラチニ（P10 Piratini） - 1970年
ピラジャ（P11 Pirajá） - 1971年
パンペイロ（P12 Pampeiro） - 1971年
ピラチ（P13 Parati） - 1971年
ペネド（P14 Penedo） - 1971年
ポチ（P15 Poti） - 1971年
河川哨戒艇
- ロライマ級×3隻[7]

ロライマ（P30 Roraima） - 1975年
ロンドニア（P31 Rondônia） - 1975年
アマパー（P32 Amapá） - 1976年
- LPR-40型×4隻[7]

河川モニター
- パルナイバ（U17 Parnaíba） - 1938年

ドック型揚陸艦（LSD）
- 旧・米トーマストン級×2隻

セアラ（G30 Ceará） - 元LSD-34 ハーミテージ 1989年再就役
リオデジャネイロ（G31 Rio de Janeiro） - 元LSD-33 アラモ　1990年再就役
戦車揚陸艦（LST）
- 旧・米ニューポート級×1隻

マットーゾ・マイア（G28 Mattoso Maia） - 1994年再就役
輸送揚陸艦（LSL）
- 旧・英サー・ガラハド級×1

ガルシア・ダビラ（G29 Garcia D'Avila） - 1987年再就役
- 旧・英サー・ベディヴィエール級×1

アルミランテ・サボイア（G25 Almirante Saboia） - 1967年再就役
汎用揚陸艇（LCU）
- LCU1610型×3隻（3隻建造中）

（GED10 Guarapari） - 1978年
（GED11 Tambaú） - 1978年
（GED12 Camboriú） - 1981年
中型揚陸艇（LCM）
- EDVM25型×5隻（5隻建造中）

GED801-805
掃海艇
- アラトゥ級×6隻

アラトゥ（M15 Aratu） - 1971年
アニャトミリン（M16 Anhatomirim） - 1971年
アタライア（M17 Atalaia） - 1972年
アラサトゥバ（M18 Araçatuba） - 1972年
アブロールオス（M19 Abrolhos） - 1976年
アルバダン（M20 Albardão） - 1976年
南極観測船
- アリー・ロンゲウ（H44 Ary Rongel） - 1981年
- アルミランテ・マクシミアーノ（H41 Almirante Maximiano） - 1978年

海洋観測艦
アンタリス（H40 Antares） - 1984年
水路調査艦
- アモリム・ド・ヴァリ級×3隻

アモリム・ド・ヴァリ（H35 Amorim do Valle） - 1985年
タウルス（H36 Taurus） - 1986年
ガルニエ・サンパイオ（H37 Garnier Sampaio） - 1986年
測量艦
- シリウス（H21 Sirius） - 1958年
- クルゼイ・ド・スル（H38 Cruzeiro do Sul） - 1986年 ※ 測量支援艦
- （U14 Aspirante Moura） - 1987年

灯台見回り船
- コマンダンテ・ヴァレウア級×4隻

コマンダンテ・ヴァレウア（H18 Comandante Varella） - 1982年
テネンテ・カステロ（H19 Tenente Castelo） - 1984年
コマンダンテ・マニャエス（H20 Comandante Manhães） - 1983年
テネンテ・ボネルゲス（H25 Tenente Boanerges） - 1985年
- アルミランテ・グラサ・アランヤ（H34 Almirante Graça Aranha） - 1976年
- ファロレイロ・マリオ・セイサス（H26 Faroleiro Mario Seixas） - 1984年

練習艦
- ブラジル（U27 Brasil） - 1986年
- アスピランテ・ナシメント級

アスピランテ・ナシメント（U10 Aspirante Nascimento） - 1980年
グアルダ＝マリーニャ・ジャンセン（U11 Guarda-Marinha Jansen） - 1981年
グアルダ＝マリーニャ・ブリト（U12 Guarda-Marinha Brito） - 1981年
練習帆船
- シズニ・ブランコ（U20 Cisne Branco） - 2000年

潜水艦救難艦
- フェリント・ペリー（K11 Felinto Perry） - 1979年

河川輸送艇
- パラグアス（G15 Paraguassú） - 1951年
- ピライム（U29 Piraim） - 1982年
- パラ（U15 Pará） - 2005年

病院船
- ドクトル・モンテネグロ（U16 Doutor Montenegro） - 2000年
- オズワルド・クルス級×2

オズワルド・クルス（U18 Oswaldo Cruz） - 1984年
カルロス・シャーガス（U19 Carlos Chagas） - 1984年
- テネンテ・マクシミアーノ（U28 Tenente Maximiano） - 2009年
- （SOares de Meirelles） - 2011年

給油艦
- マラジョ（G27 Marajó） - 1969年
- アルミランテ・ガストン・モッタ（G23 Almirante Gastão Motta） - 1991年

河川補給艇
- ポテンジ（G17 Potengi） - 1999年

浮ドック
- 各型×4隻

（Cidade de Natal）、（Almirante Schieck）、（Almirante Mario Carneiro）、（Almirante Jeronimo Gonçalves）
港内曳船
- 各型×8隻

（BNRJ03 Comandante Marroig）、（BNRJ04 Comandante Didier）、（BNA06 Tenente Magalhâes）、（BNVC01 Cabo Schram）、（BNRJ16 Intrèpido）、（BNRJ17 Arrojado）、（BNRJ18 Valente）、（BNRJ19 Impávido）
航洋曳船
- アルミランテ・ギイーエン級×2隻

アルミランテ・ギイーエン（R24 Almirante Guilhem） - 1976年
アルミランテ・ギイロベウ（R25 Almirante Guillobel） - 1976年
- トリタン級×3隻

トリタン（R21 Tritão） - 1987年
トリベンテ（R22 Tridente） - 1987年
トリウンフォ（R23 Triunfo） - 1986年

### 航空機
2011年6月現在。『Jane's Fighting Ships 2011-2012』より。
固定翼機
- マグダネル・ダグラス AF-1/1A (TA-4MB)スカイホーク艦上攻撃戦闘機および練習機 × 15機 / 3機
- グラマン C-1 トレーダー艦上輸送機 × 4機
- グラマン S-2 トラッカー艦上対潜哨戒機 × 4機
- ロッキード P-3AM オライオン哨戒機 × 9機

回転翼機
- シコルスキー SH-3A/B シーキング対潜ヘリコプター × 3機 / 2機
- ウェストランド AH-IIA スーパーリンクス対潜ヘリコプター × 12機
- アエロスパシアル UH-14 シュペルピューマ/クーガー汎用ヘリコプター × 4機 / 2機
- シコルスキー SH-60B シーホーク × 4機

- アエロスパシアル UH-12 Esquilo汎用ヘリコプター × 17機
- アエロスパシアル UH-13 Esquilo汎用ヘリコプター × 7機
- ユーロコプター UH-15 シュペルクーガーMk.2汎用ヘリコプター × 16機
- ベル IH-6B ジェットレンジャーIII練習ヘリコプター × 16機

### 陸戦兵器
- SK105キュラシェーア軽戦車 × 17輌
- EE-9カスカベル装輪装甲車 × 6台
- EE-11ウルツ装輪装甲車 × 5台
- M113装甲兵員輸送車 × 40輌
- AAV-7A1水陸両用装甲車 × 13輌
- LVT水陸両用トラクター × 12輌
- ASTROS 自走多連装ロケット砲 - MANSUP地対艦ミサイルを発射可能[2]
- L118 105mm榴弾砲 × 18門
- M101 105mm榴弾砲 × 15門
- M114 155mm榴弾砲 × 8門
- K6A3 81mm迫撃砲 - 8門
- RB-56 Bill
- M40 106mm無反動砲 × 8門
- M20 89mmロケット発射筒
- L-70機関砲 × 6門

## その他
- RbAM レドカドール・ラウリンド・ピッタ（Rebocador Laurindo Pitta） - 第一次世界大戦参加艦を別に、博物船として保有している。